# Éthylglucuronide

Modélisation de la structure de l'éthylglucuronide.

L'éthylglucuronide, dite « EtG » en abrégé, est une molécule issue de la dégradation par l'organisme de l'éthanol.

## Définitions
L'éthylglucuronide (C8H14O7) est un métabolite de la phase II de l'éthanol, principalement formé dans le foie. Pour une quantité d’alcool éthylique ingérée, on élimine environ 0,02 à 0,06 % sous forme d’EtG, molécule non volatile, hydrosoluble et stable à la conservation.
- Nom français: ETHYLGLUCURONIDE
- Noms anglais : Ethyl glucuronide
- N° de CAS: 17685-04-0
- Formule moléculaire : C8H14O7
- Masse moléculaire : 222 g/mol.
- Synonyme: ETHYL a-D-GLUCOPYRANOSIDURONATE

Dérivé de l’acide glucuronique, l’EtG est l’un des composés endogènes, qui, avec le sulfate et la glycine, entrent dans les réactions de conjugaison (réaction de type synthétique) de la phase II de détoxification de l'éthanol,,,.
En 2004, Erlich et Schroder définissent les glucuronides, dont l’EtG, comme des glucosides de l'acide glucuronique formés par la réaction entre l'acide glucuronique et la diphosphate uridine avec certaines substances endogènes et exogènes.

## Propriétés
La formation des glucuronides est importante pour la détoxification des drogues, de l'excrétion stéroïde et du métabolisme de la bilirubine pour obtenir un composé plus hydrosoluble qui peut être éliminé dans l'urine et la bile. 

### Nouveau marqueur de consommation abusive d'alcool
Depuis la fin du XXe siècle, plusieurs chercheurs,,,, se sont mis à l’étude de l’éthylglucuronide comme une des pistes de mise au point de nouveaux marqueurs de consommation abusive d’alcool. Ils considèrent que l’EtG est un sérieux et prometteur candidat marqueur de consommation d'alcool (Skopp 2000), mais présente une courte fenêtre de détection dans le sang ou les urines.

### Analyse et détection
Dans les cheveux, l'EtG peut être détecté pendant une période de temps prolongée après l'élimination complète d'alcool de l'organisme, car les tissus kératinisés sont connus pour maintenir les substances exogènes et pour fournir une plus large fenêtre rétrospective de détection que des fluides corporels.
La Suisse a adopté en été 2014 une loi qui obligera les conducteurs en état d'ébriété avancée (>1.6 ‰) à se soumettre à une telle détection sur une période de 3 mois (correspondant à trois centimètres de cheveux)[réf. nécessaire]. Un test positif sur cette durée est signe d'une consommation problématique d'alcool, ce qui permettra à la fois de prévenir une récidive et d'orienter éventuellement la personne vers une thérapie appropriée.
De telles initiatives ont été adoptées dans les pays anglo-saxons par le passé, mais les querelles judiciaires associées ont conduit à son abandon, car, selon les conclusions des experts mandatés par les tribunaux, il ne serait pas possible de faire la différence entre une exposition systématique à des produits domestiques contenant de l'alcool et une véritable consommation[réf. souhaitée].